# Hodge 301
Hodge 301 är en öppen stjärnhop i Tarantelnebulosan, synlig från jordens södra halvklot. Hopen och nebulosan ligger på ett avstånd av ca 168 000 ljusår från solen, i en av Vintergatans satellitgalaxer, det Stora magellanska molnet.

## Egenskaper

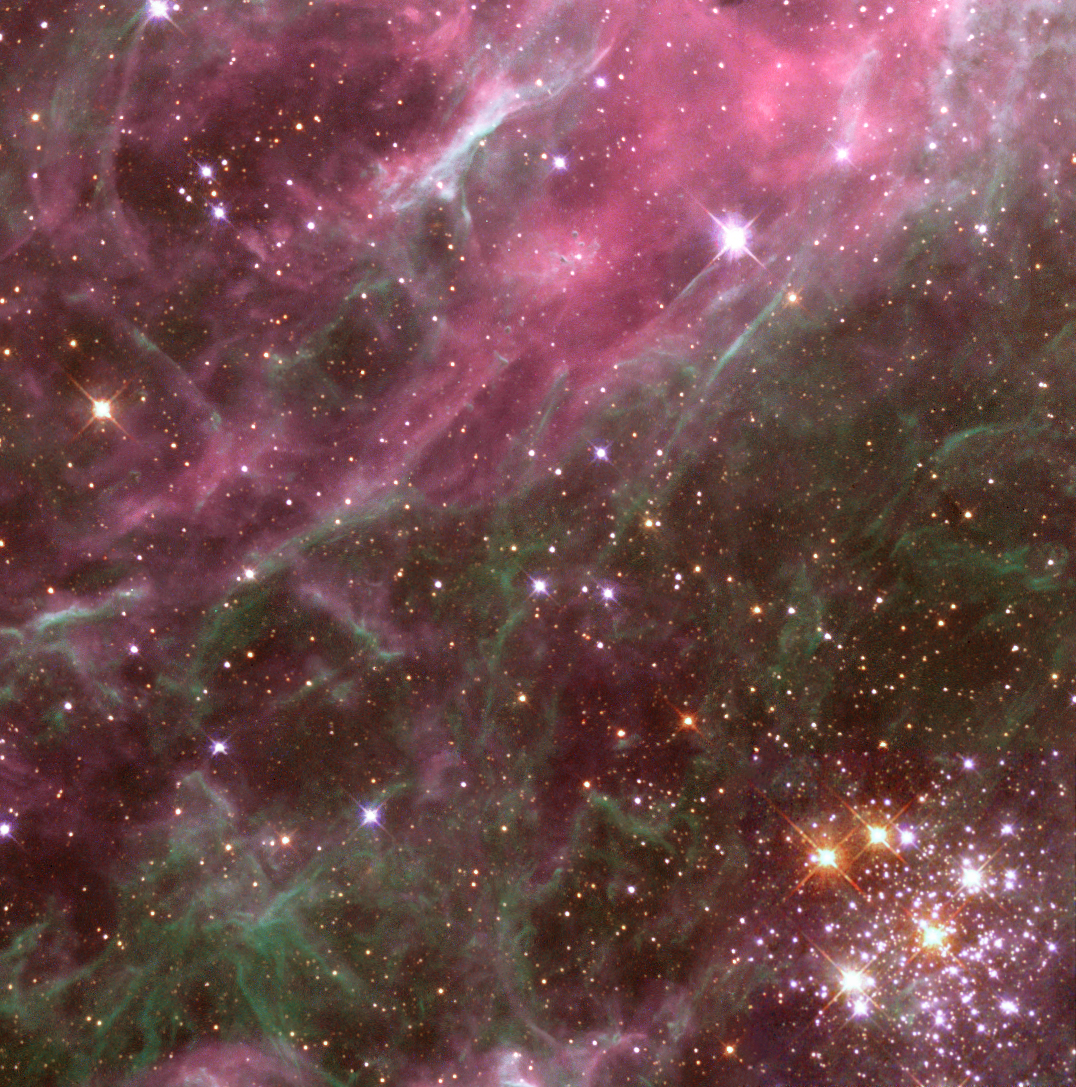
Hodge 301 (nere till höger) i Tarantelnebulosan

Hodge 301 är, tillsammans med hopen R136, en av två stora stjärnhoparna som ligger i Tarantelnebulosan, en region som har sett intensiva utbrott av stjärnbildning under de senaste tiotals miljoner åren. R136 ligger i de centrala delarna av nebulosan, medan Hodge 301 ligger cirka 150 ljusår bort, i nordväst sett från jorden. Hodge 301 bildades tidigt i den nuvarande vågen av stjärnbildning, med en ålder uppskattad till 20-25 miljoner år, cirka tio gånger äldre än R136.
Sedan Hodge 301 bildades uppskattas det att minst 40 stjärnor i den har exploderat som supernovor, vilket ger upphov till våldsamma gasrörelser inom den omgivande nebulosan och röntgenstrålning. Detta står i kontrast till situationen runt R136, som är tillräckligt ung för att ingen av dess stjärnor ännu har exploderat som supernova. Istället avger stjärnorna i R136 kraftiga stjärnvindar, som kolliderar med de omgivande gaserna. De två hoparna ger således astronomer en direkt jämförelse mellan supernovaexplosionernas och stjärnvindarnas inverkan på omgivande gaser.